# کارل موله
کارل موله (دانمارکی: Carl Møller; ۲۴ اوت ۱۸۸۷ – ۲۷ اوت ۱۹۴۸) قایقران روئینگ اهل دانمارک بود.